# 山川青空
山川 青空（やまかわ せいら、1992年6月1日 - ）は、日本の元AV女優。ティーパワーズ所属だった。
出身地:東京都。血液型:A型。身長:165cm。スリーサイズ:B88(E)・W58・H84cm。

## 略歴・人物
2012年12月にアダルトビデオメーカー・プレステージの専属女優としてAVデビュー。
2013年11月よりMOODYZに移籍。
2014年6月よりkira☆kiraに移籍。同年10月より美に移籍。

## 出演作品

### アダルトビデオ
2012年
- 続・素人娘、お貸しします。 VOL.60（12月21日、プレステージ）

2013年
- 「大人のオンナにして下さい。」（1月22日、プレステージ）
- 僕を誘惑する隣の綺麗なお姉さん（2月21日、プレステージ）
- 狙われたキャンパス探偵（3月22日、プレステージ）
- 山川青空がご奉仕しちゃう♥最新やみつきエステ（4月19日、プレステージ）
- ENJOY HI-SCHOOL 08（5月21日、プレステージ）
- 僕を大好き過ぎる山川青空の騎乗位中毒な発情期♥（6月11日、プレステージ）
- 山川青空 meets エスカレートしまくるドしろーとファン PRESTIGEファン大感謝祭！ バスツア～（7月19日、プレステージ）
- 山川青空、満足度満点ソープ DX（8月22日、プレステージ）
- 猛烈なKISSと絡み合う肉体 山川青空（Blu-ray）（DVD）（11月1日、MOODYZ）
- 1日10回射精しても止まらないオーガズムSEX（12月1日、MOODYZ）

2014年
- 女教師レイプ輪姦（1月1日、MOODYZ）
- 心音と青空 専属美女共演SPECIAL 水谷心音 山川青空（2月1日、MOODYZ）
- 逆痴漢（3月1日、MOODYZ）
- kira☆kira BLACK GAL DEBUT パイパン黒ギャル専属デビュー　男を次々犯ス強制中出し逆レイプ（6月19日、kira☆kira）
- kira☆kira BLACK GAL パイパン黒ギャル淫エロ尻★ヒクヒク美アナル丸見え生姦中出し（7月19日、kira☆kira）
- kira☆kiraサマーフェスタ2014 BLACK GAL BEACH RESORT-夏祭り特別編-逆痴漢★日焼け黒ギャルが南の島で男を犯ス強制中出しBEACH FUCK（8月19日、kira☆kira）
- kira☆kira BLACK GAL 日焼け黒ギャル超高級中出しソープランド-パイパン美尻フードル泡姫-（9月19日、kira☆kira）
- Bi STYLE 美専属デビュー　美巨尻×ヒップライン　絶世の究極BODY（10月25日、美）
- 上司の嫁-夫の部下を誘惑して美尻で徹底的に責める痴女奥さん-（11月25日、美）

## テレビ出演
- ビ〜チ9 （2013年4月～10月、テレビ埼玉、進行役）
- ヴィーナス・フューチャー #117(2013年、エンタ!959）